# Carnduff
Carnduff är en ort i Kanada.   Den ligger i provinsen Saskatchewan, i den sydöstra delen av landet, 2 000 km väster om huvudstaden Ottawa. Carnduff ligger 520 meter över havet och antalet invånare är 950.
Terrängen runt Carnduff är platt, och sluttar österut. Trakten runt Carnduff är nära nog obefolkad, med mindre än två invånare per kvadratkilometer..
Trakten runt Carnduff består till största delen av jordbruksmark.